# ¿Quién eres tú?
¿Quién eres tú? (originalmente conocida como La otra cara) es una telenovela colombiana producida por RTI Televisión para UniMás. Es una nueva versión de la telenovela venezolana La usurpadora, original de Inés Rodena.
Está protagonizada por Laura Carmine quien personifica a las gemelas Natalia y Verónica (protagonista y antagonista respectivamente) y Julián Gil, y con las participaciones antagónicas de Lincoln Palomeque, Paula Barreto y Alfredo Ahnert. Cuenta además con las actuaciones estelares de José Julián Gaviria, Marisol del Olmo, Jorge Cao y Martha Liliana Ruiz. 
Grabada en Colombia entre agosto de 2012 y enero de 2013

## Sinopsis
Natalia y Verónica Garrido son dos hermanas gemelas que comparten un trágico pasado. Luego de separarse siendo apenas unas adolescentes, se han convertido en las dos caras opuestas de una moneda, Verónica es una mujer perversa y malvada que se ha casado con Felipe Esquivel, el heredero de una prestigiosa cadena de hoteles, para tener una vida de lujos, y Natalia es una mujer sencilla, que ha tenido una vida difícil pero ha sabido conservar la nobleza y generosidad en su corazón. 
Verónica, en complicidad con Lorenzo Esquivel, su cuñado y amante, planea fugarse después de robar la empresa familiar y no duda en recurrir a su hermana a la que no ve desde hace 14 años para engañarla con una conmovedora historia y hacer que se quede suplantándola mientras logra escapar con su amante. Pero el plan sale mal y Natalia pensando que Verónica está muerta regresa a la isla para seguir suplantando a su hermana pues se ha enamorado de Felipe.

## Elenco
- Laura Carmine - Natalia Garrido Pérez / Verónica Garrido de Esquivel
- Julián Gil - Felipe Esquivel
- José Narváez - Iván Cuéllar
- Jorge Cao - Don Antonio Esquivel
- Isabel Cristina Estrada - Francisca Román
- Lincoln Palomeque - Lorenzo Esquivel
- Paula Barreto - Julieta Seles
- Viviana Serna - Gabriela Esquivel
- Diana Parra - Ana
- Marisol del Olmo - Lucía Sabina de Benítez
- Agmeth Escaf - David Santamaría
- Valentina Lizcano - Florencia Monard
- Alfredo Ahnert - Camilo Benítez
- José Julián Gaviria - Lucas Esquivel Sabina
- Matilde Lemaitre - Laura Beltrán
- Martha Liliana Ruiz - Doña Emilia de Esquivel
- Francisco Bolívar - Uribe
- Manuel Gómez - Romero
- Juan David Agudelo - Federico Vargas
- Pedro Rendón - Carlos Sánchez "Charlie"
- Jéssica Sanjuán - Mónica Román
- Juan Sebastián Quintero Becaría  - Diego
- Luis Enrique Roldán - Manuel Monard
- Tatiana Rentería - Bárbara
- Rodolfo Valdez - Saúl
- María Irene Toro - Angela

## Audiencias y emisiones por otras cadenas
- En Estados Unidos se estrenó 7 de enero de 2013 por UniMás (antes Telefutura) sin embargo, luego de 7 capítulos al aire la empresa decidió cancelarla sin explicación alguna hacia los televidentes, y en su lugar colocaron capítulos repetidos de la serie Rosario Tijeras, amar es más difícil que matar.

- En República Dominicana se estrenó el 12 de noviembre de 2012 por el canal nacional Telemicro a las 9:00 p. m. Hasta ahora este ha sido el país en el que la telenovela ha cosechado más éxito, aparte de Bolivia.

- En Uruguay se estrenó el 1 de enero de 2013 por el canal nacional Saeta de martes a viernes a las 10:00 p. m. Aunque obtuvo un bajo índice de audiencia en sus comienzos, poco a poco se posicionó como la novela más vista del prime time de dicho país, superando el promedio que hacían programas anteriores en ese horario. Sin embargo, a pesar de su muy favorecedor índice de audiencia, el día martes 16 de abril (cuando se había emitido el capítulo 64, el día 12) sorpresivamente la telenovela pasa a transmitir el capítulo 100, luego de un pobre resumen. Esta decisión molestó a sus televidentes ya que, aparte de que se perdieron buena parte de la última etapa de la misma, el Canal 10 nunca comunicó esta modificación y luego se supo que se hizo por el acercamiento del estreno de la nueva temporada de Yo y tres más.

- En Venezuela se emitió a través de Venevisión en horario estelar de las 11 de la noche.

## Otras Versiones
- La usurpadora, telenovela realizada en Venezuela por RCTV en 1971 y protagonizada por Marina Baura y Raul Amundaray.

- El hogar que yo robé, telenovela realizada en México por Televisa en 1981; producida por Valentín Pimstein y protagonizada por Angélica María y Juan Ferrara.

- La intrusa, telenovela realizada en Venezuela por RCTV en 1986 y protagonizada por Mariela Alcalá y Víctor Cámara.

- La usurpadora, segunda versión realizada por Televisa en 1998; Producida por Salvador Mejía y protagonizada por Gabriela Spanic y Fernando Colunga.

- La usurpadora, tercera versión realizada por Televisa en 2019; Producida por Carmen Armendáriz y protagonizada por Sandra Echeverría y Andrés Palacios.